# Ozero Kalmakkol'
Ozero Kalmakkol' (ryska: Ozero Kalmakkol’, kazakiska: Qalmaqköl, ryska: Ozero Kalmykkol’) är en saltsjö i Kazakstan. Den ligger i den centrala delen av landet, 300 km nordväst om huvudstaden Astana. Arean är 44 kvadratkilometer.